# アグスティン・カレリ
′
アグスティン・カレリ・シャール（Agustín Calleri Shaal, 1976年9月14日 - ）は、アルゼンチン・リオ・クアルト出身の男子プロテニス選手。ATPツアーでシングルス2勝、ダブルス3勝を挙げた。彼は男子テニス国別対抗戦デビスカップの代表選手歴が長く、2000年からデビスカップアルゼンチン代表選手を務め、2006年と2008年の2度準優勝を果たした。4大大会シングルスでは、3度の3回戦進出が自己最高成績である。自己最高ランキングはシングルス16位、ダブルス52位。右利き、バックハンド・ストロークは片手打ち。

## 来歴
ワインとウイスキーの販売店経営者の家庭に生まれ、4歳からテニスを始める。1995年にプロ入りした後、彼は数年間ATPツアーの下部の大会で長い下積み生活を送った。2000年全仏オープンで初めて4大大会の予選突破し、本選で前年度準優勝者アンドレイ・メドベデフとの3回戦に勝ち進む。この後、7月のデビスカップ・アメリカ・グループ1プレーオフ準決勝で初めてデビスカップアルゼンチン代表選手に起用された。アルゼンチンはカナダに1勝4敗で敗れたが、カレリがシングルスでセバスチャン・ラルーを破り、代表デビューを白星で飾った。それから全米オープンでも3回戦に進み、ここでピート・サンプラスに挑戦した。この後、カレリはデビスカップ代表選手として着実な成績を積み上げていく。
カレリが4大大会にデビューした2000年全仏オープンでは、フランコ・スキラーリがアルゼンチン人選手として久々のベスト4進出を成し遂げた。2002年から、アルゼンチンはデビスカップの最上位カテゴリーのワールドグループに10年ぶりの復帰を果たす。2002年ウィンブルドン選手権でダビド・ナルバンディアンが準優勝し、アルゼンチンの男子テニス界は一気に盛り上がりを増していく。カレリは2003年2月にATPツアーでシングルス・ダブルスの初優勝を遂げ、5月中旬のハンブルク・マスターズで準優勝を記録した。グランドスラム大会に次ぐ規模の大会で準優勝のポイントを得たことにより、彼はこの時期にシングルス自己最高の16位となった。
デビスカップ2006で、アルゼンチン代表は1981年以来25年ぶりの決勝進出を成し遂げた。対戦相手国ロシアのホームのモスクワのオリンピック・スタジアムで、カレリはダビド・ナルバンディアン、ホセ・アカスソ、フアン・イグナシオ・チェラとともに決勝に臨んだ。1勝1敗で臨んだ第3試合のダブルス戦で、カレリとナルバンディアンのペアはマラト・サフィン/ドミトリー・トゥルスノフ組にストレート負けしてしまう。第4試合でナルバンディアンが勝った後、最終第5試合でアカスソがサフィンに敗れ、アルゼンチンは優勝のチャンスを逃した。
2年後のデビスカップ2008でアルゼンチンはスペインとの決勝戦に勝ち進んだが、ここでもカレリとナルバンディアンが第3試合のダブルスでフェリシアーノ・ロペス/フェルナンド・ベルダスコの組に7-5, 5-7, 6-7, 3-6で敗れた。第1試合をナルバンディアンが取った後、20歳のフアン・マルティン・デル・ポトロが第2試合を落とし、アルゼンチンはホームコートで波に乗れずに、またしてもデビスカップ初優勝を逃した。
カレリはオリンピックのアルゼンチン代表選手としても、2004年アテネ五輪と2008年北京五輪の2度出場経験がある。アテネではシングルスのみの出場であったが、北京ではシングルス・ダブルスの両方に出場した。
カレリは2010年に現役を引退した。

## ATPツアー決勝進出結果

### シングルス: 8回 (2勝6敗)
| 大会グレード                                  |
| グランドスラム (0-0)                          |
| テニス・マスターズ・カップ (0-0)              |
| ATPマスターズシリーズ (0-1)                   |
| ATPインターナショナルシリーズ・ゴールド (2-0) |
| ATPインターナショナルシリーズ (0–5)           |

| サーフェス別タイトル |
| ハード (0–1)         |
| クレー (2-5)         |
| 芝 (0-0)             |
| カーペット (0-0)     |

| 結果   | No. | 決勝日        | 大会               | サーフェス | 対戦相手                   | スコア           |
| ------ | --- | ------------- | ------------------ | ---------- | -------------------------- | ---------------- |
| 準優勝 | 1.  | 2002年2月15日 | ブエノスアイレス   | クレー     | ニコラス・マスー           | 6–2, 6–7(5), 2–6 |
| 優勝   | 1.  | 2003年3月2日  | アカプルコ         | クレー     | マリアノ・サバレタ         | 7–5, 3–6, 6–3    |
| 準優勝 | 2.  | 2003年4月8日  | エストリル         | クレー     | ニコライ・ダビデンコ       | 4–6, 3–6         |
| 準優勝 | 3.  | 2003年5月19日 | ハンブルク         | クレー     | ギリェルモ・コリア         | 3–6, 4–6, 4–6    |
| 準優勝 | 4.  | 2004年3月1日  | コスタ・ド・サイペ | クレー     | グスタボ・クエルテン       | 6–3, 2–6, 3–6    |
| 準優勝 | 5.  | 2005年7月25日 | アメルスフォールト | クレー     | フェルナンド・ゴンサレス   | 5–7, 3–6         |
| 優勝   | 2.  | 2006年7月24日 | キッツビュール     | クレー     | フアン・イグナシオ・チェラ | 7–6(9), 6–2, 6–3 |
| 準優勝 | 6.  | 2006年8月28日 | ニューヘイブン     | ハード     | ニコライ・ダビデンコ       | 4–6, 3–6         |

### ダブルス: 4回 (3勝1敗)
| 結果   | No. | 決勝日         | 大会                 | サーフェス         | パートナー               | 対戦相手                                          | スコア              |
| ------ | --- | -------------- | -------------------- | ------------------ | ------------------------ | ------------------------------------------------- | ------------------- |
| 優勝   | 1.  | 2003年2月17日  | ビニャ・デル・マール | クレー             | マリアノ・フッド         | フランティシェク・チェルマク レオシュ・フリードル | 6–3, 1–6, 6–4       |
| 優勝   | 2.  | 2005年10月31日 | バーゼル             | カーペット（室内） | フェルナンド・ゴンサレス | ステファン・フース ウェスリー・ムーディ           | 7–5, 7–5            |
| 優勝   | 3.  | 2008年2月24日  | ブエノスアイレス     | クレー             | ルイス・オルナ           | ヴェルナー・エシャウアー ピーター・ルクザック     | 6–0, 6–7(6), [10–2] |
| 準優勝 | 1.  | 2008年3月2日   | アカプルコ           | クレー             | ルイス・オルナ           | オリバー・マラチ ミハル・メルティナク             | 2–6, 7–6(3), [7–10] |

## 4大大会シングルス成績
略語の説明
| W | F | SF | QF | #R | RR | Q# | LQ | A | Z# | PO | G | S | B | NMS | P | NH |

W=優勝, F=準優勝, SF=ベスト4, QF=ベスト8, #R=#回戦敗退, RR=ラウンドロビン敗退, Q#=予選#回戦敗退, LQ=予選敗退, A=大会不参加, Z#=デビスカップ/BJKカップ地域ゾーン, PO=デビスカップ/BJKカッププレーオフ, G=オリンピック金メダル, S=オリンピック銀メダル, B=オリンピック銅メダル, NMS=マスターズシリーズから降格, P=開催延期, NH=開催なし.
| 大会           | 1998 | 1999 | 2000 | 2001 | 2002 | 2003 | 2004 | 2005 | 2006 | 2007 | 2008 | 2009 | 通算成績 |
| -------------- | ---- | ---- | ---- | ---- | ---- | ---- | ---- | ---- | ---- | ---- | ---- | ---- | -------- |
| 全豪オープン   | A    | A    | A    | 2R   | 1R   | 1R   | 2R   | 2R   | 1R   | 1R   | 2R   | 1R   | 4–9      |
| 全仏オープン   | LQ   | 2R   | 3R   | 2R   | 1R   | 1R   | 1R   | A    | A    | 1R   | 1R   | 1R   | 4–9      |
| ウィンブルドン | LQ   | A    | A    | 1R   | 1R   | 2R   | A    | A    | 2R   | 2R   | 2R   | 1R   | 4–7      |
| 全米オープン   | A    | A    | 3R   | 1R   | 1R   | 2R   | A    | 1R   | 1R   | 3R   | 2R   | A    | 6–8      |